# Tillandsia achyrostachys
Tillandsia achyrostachys är en gräsväxtart som beskrevs av Charles Jacques Édouard Morren och John Gilbert Baker. Tillandsia achyrostachys ingår i släktet Tillandsia och familjen Bromeliaceae. Inga underarter finns listade i Catalogue of Life.